# Nava de Arévalo (kommunhuvudort)
Nava de Arévalo är en kommunhuvudort i Spanien.   Den ligger i provinsen Provincia de Ávila och regionen Kastilien och Leon, i den centrala delen av landet, 110 km nordväst om huvudstaden Madrid. Nava de Arévalo ligger 868 meter över havet och antalet invånare är 934.
Terrängen runt Nava de Arévalo är platt. Runt Nava de Arévalo är det ganska glesbefolkat, med 21 invånare per kvadratkilometer. Närmaste större samhälle är Arévalo, 10,5 km norr om Nava de Arévalo. Trakten runt Nava de Arévalo består till största delen av jordbruksmark.